# For Better or Worse (film 1911 Haldane)
For Better or Worse è un cortometraggio muto del 1911 diretto da Bert Haldane.

## Trama
Credendo di aver ucciso il caposquadra, un uomo sposato lascia il paese.

## Produzione
Il film fu prodotto dalla Hepworth.

## Distribuzione
Distribuito dalla Hepworth, il film - un cortometraggio di 267 metri - uscì nelle sale cinematografiche britanniche nel luglio 1911.
Si conoscono pochi dati del film che, prodotto dalla Hepworth, fu distrutto nel 1924 dallo stesso produttore, Cecil M. Hepworth. Fallito, in gravissime difficoltà finanziarie, il produttore pensò in questo modo di poter almeno recuperare il nitrato d'argento della pellicola.